# Куйрик-бауир

Куйрик-бауир — казахська обрядова їжа. Нарізані куйрик (курдюк) і бауир (печінка) подаються куда (сватам). Господарі будинку дають спробувати куйрик-бауир сватам, після цього їдять самі. За традицією свати після частування кладуть у тарілки подарунки (каде).